# Wilf Smith
Pas d'image ? Cliquez ici

a Compétitions nationales et continentales officielles uniquement.

Wilf Smith, né le 26 juillet 1935, est un ancien joueur de rugby à XIII anglais évoluant au poste de demi d'ouverture ou de centre dans les années 1950 et 1960. Il a consacré sa carrière sportive à un unique club : St Helens RLFC avec lequel il a tout gagné (coupe d'Angleterre, championnat d'Angleterre, coupe du Lacashire, championnat du Lancashire). Il dispute sous le maillot de St Helens près de deux cents matchs en quatorze années de carrière.